# Alana Beard
Alana Monique Beard (nacida el 14 de mayo de 1982 en Shreveport, Luisiana) es una exjugadora de baloncesto estadounidense. Fue medalla de bronce con Estados Unidos en el Mundial de Brasil 2006.